# 신기중학교 (경기)
신기중학교(新基中學校)는 대한민국 경기도 안양시 동안구 호계동에 있는 공립 중학교이다.

## 학교 연혁
- 1991년 1월 22일 : 신기중학교 인가(남여공학)
- 1991년 3월 1일 : 초대 홍충기 교장 취임
- 1991년 3월 5일 : 제1회 신입생 입학(16학급)
- 1994년 2월 15일 : 제1회 졸업(879명)
- 2022년 3월 2일 : 제12대 이정애 교장 취임
- 2024년 1월 5일 : 제31회 졸업(6학급 186명)
- 2024년 3월 4일 : 제34회 신입생 입학(10학급 303명)

## 참고 자료
- 신기중학교 - 한국교육학술정보원 학교알리미